# 정읍 언양김씨 삼강정려
정읍 언양김씨 삼강정려(井邑 彦陽金氏 三綱旌閭)는 대한민국 전북특별자치도 정읍시 농소동에 있는 언양 김씨인 김준과 그의 아내 및 아들의 충신·열녀·효자로서의 행적을 기리기 위해서 세운 건물이다. 2000년 11월 17일 전라북도의 문화재자료 제169호로 지정되었다.

## 개요
이 삼강정려는 언양 김씨인 김준과 그의 아내 및 아들의 충신·열녀·효자로서의 행적을 기리기 위해서 세운 것이다.
건물은 정면 3칸, 측면 1칸의 겹처마 맞배집으로 풍판으로 박공면을 가렸다. 높이가 다양한 원형의 장초석을 사용했고 그 위에 두리기둥을 세워 공포부를 구성했는데 이익공의 구조이다.
김준은 24세인 조선 선조 38년(1605)에 무과에 합격하여 교동현감을 지내고, 정묘호란 당시 안주목사로 있으면서 안주성을 지키다 순절했다. 김준의 아들 김유성도 나라를 위해 목숨을 바쳤으며, 김준의 아내인 김씨도 스스로 목숨을 끊었다.
조선 인조 10년(1632) 나라에서는 한 집안에서 삼강(충(忠)·효(孝)·열(烈))을 갖추었다고 극찬하고 이들의 충신·열녀·효자의 행적을 기리기 위해 예장을 국장으로 치르게 하고 이 정려각을 세우도록 했다. 현재의 정려각은 근래 새로 고친 것이다.

## 참고 자료
- 언양김씨삼강정려 - 국가유산청 국가유산포털